# Casa Birla
Birla House o Birla Bhavan, en Nueva Delhi, India, es la casa donde Mahatma Gandhi vivió los últimos 144 días de su vida y en la que fue asesinado el 30 de enero de 1948. Originalmente fue la casa de una importante familia de negocios de India, los Birlas.
Fue adquirida por el Gobierno de la India en 1971 y abierta al público el 15 de agosto de 1973, dándosele el nombre de Gandhi Smriti (o Gandhi Remembrance). Usada como museo, recoge distintos artículos sobre la vida de Gandhi. Se puede visitar tanto el edificio como las terrazas. Se ha preservado las habitaciones donde Gandhi vivía y el lugar donde recibió el disparo mientras hacía su paseo nocturno y público.

## Galería

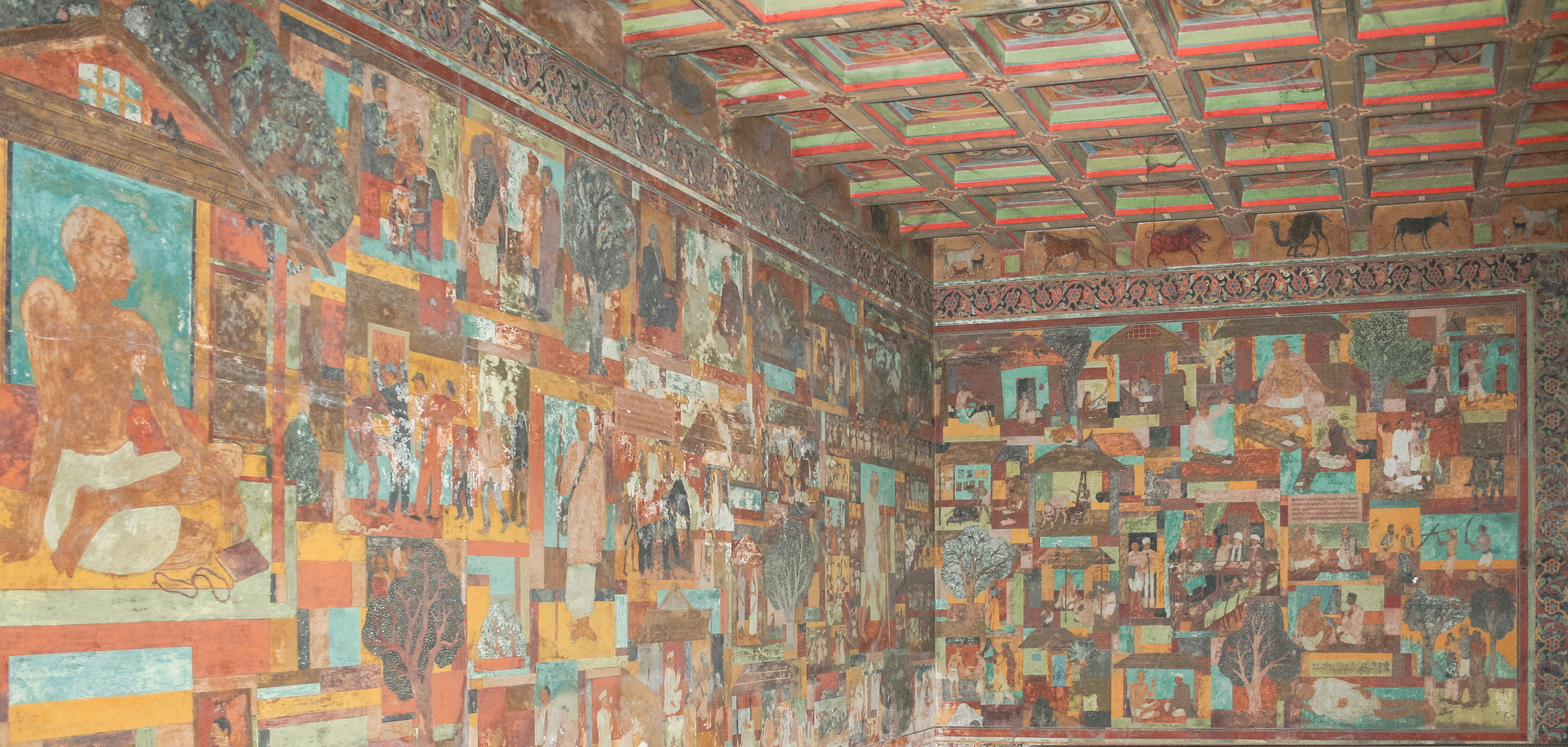
Interior de la casa Birla.
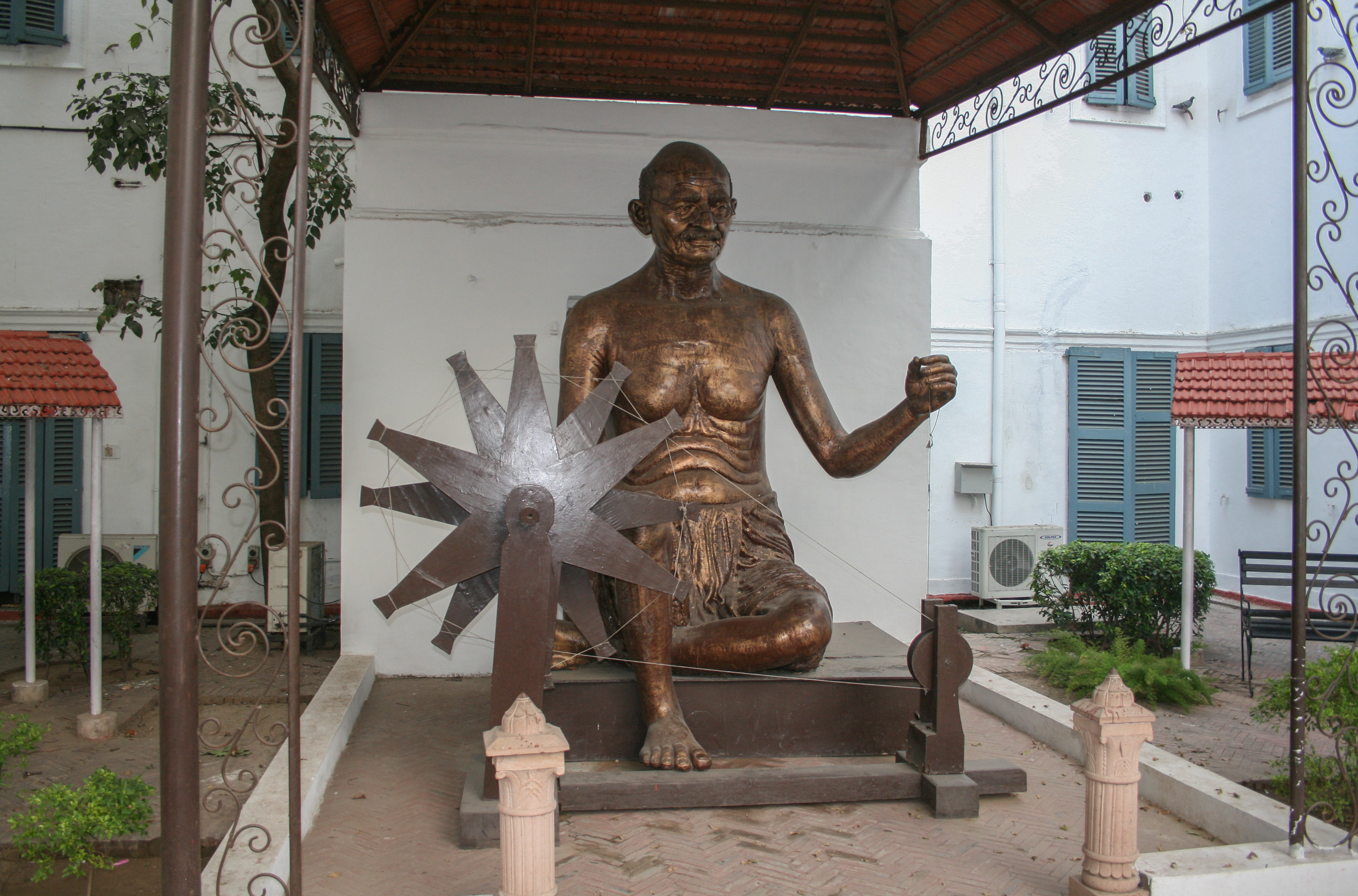
Estatua de Mohatma Gandhi en la casa.